# Pleskacivka, Smila
Pleskacivka (în ucraineană Плескачівка) este localitatea de reședință a comunei Pleskacivka din raionul Smila, regiunea Cerkasî, Ucraina.

## Geografie
Satul este situat pe malurile râului Kalmacha.

## Istorie
Pe teritoriul satului Plescacivka au fost descoperite rămășițele unei așezări scite din secolele al IV-lea–al III-lea î.e.n. Potrivit cercetătorilor, așezarea a dispărut din cauza unei invazii străine.
Potrivit surselor disponibile, satul Plescacivka a fost fondat pe la începutul secolului al XVII-lea. Locuitorii din sat se ocupă în principal de agricultură, horticultură și producția de vase de lut, deoarece zona este bogată în lut de calitate.
În secolul al XIX-lea, satul Pleskacivka făcea parte din volostul Prussî, uezdul Cerkasî.

## Demografie
Componența lingvistică a localității Pleskacivka
     Ucraineană (96,98%)
     Rusă (2,89%)
Conform recensământului din 2001, majoritatea populației localității Pleskacivka era vorbitoare de ucraineană (96,98%), existând în minoritate și vorbitori de rusă (2,89%).